# Chiesa di San Giovanni Battista (San Ginesio)
La chiesa di San Giovanni Battista, comunemente conosciuta come chiesa delle Campanelle, è una ex chiesa parrocchiale, ora chiesa sussidiaria, di Campanelle, frazione di San Ginesio, in provincia di Macerata e arcidiocesi di Camerino-San Severino Marche; fa parte della vicaria di San Ginesio.

## Storia

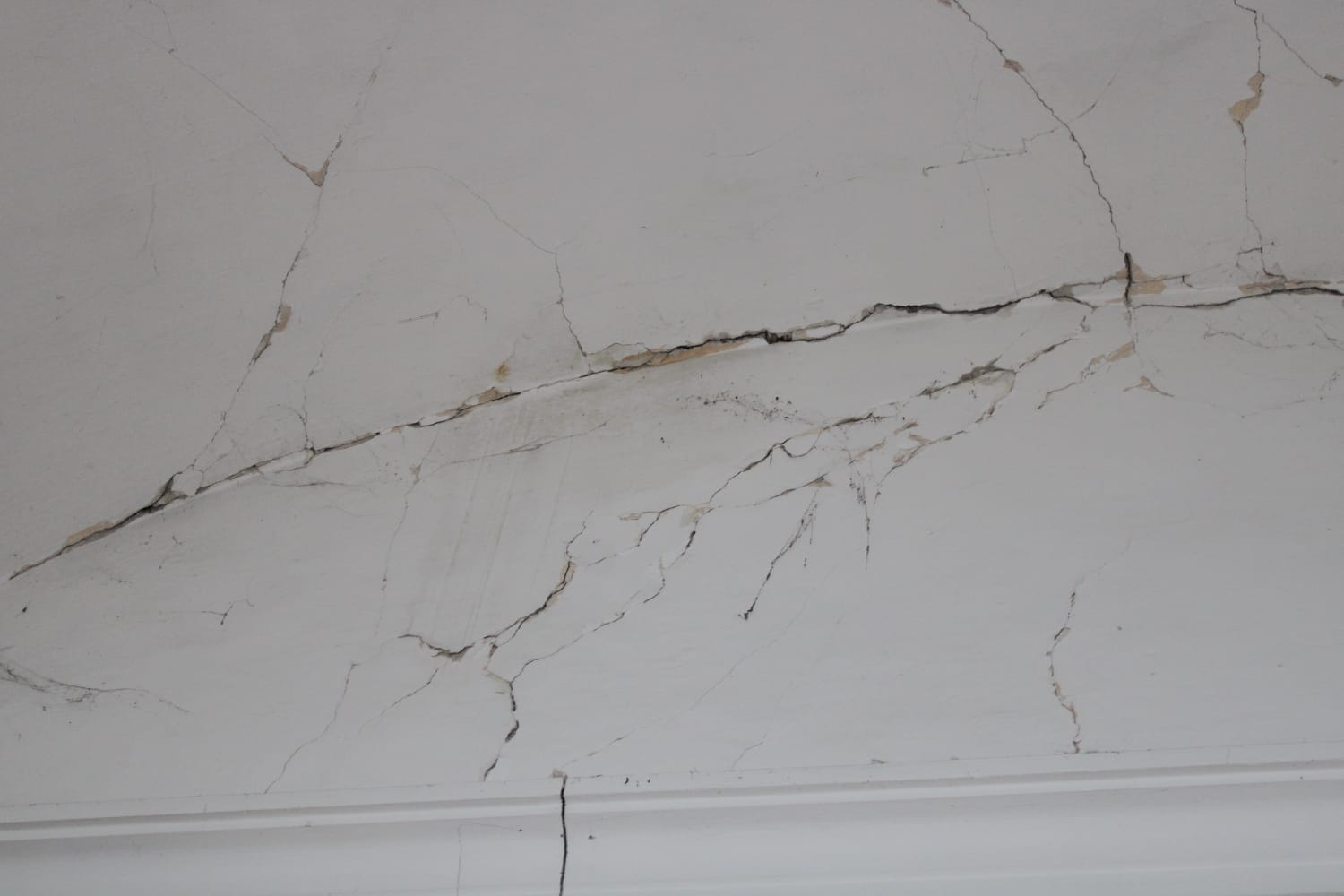
Alcune crepe causate dal terremoto del 2016-2017

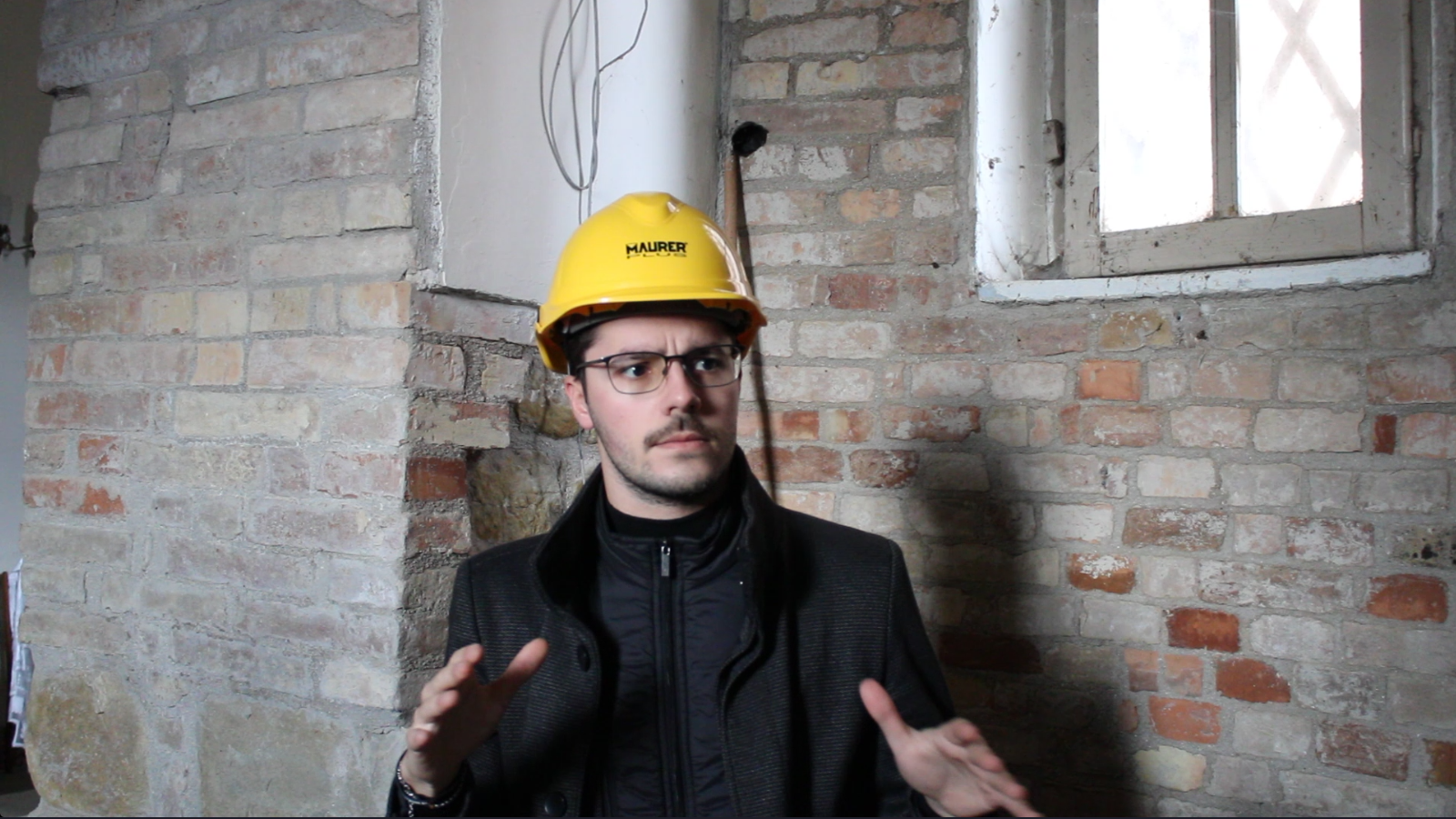
Il consigliere comunale Leonardo Campugiani durante i rilievi di febbraio 2025

La chiesa, ora inagibile a causa dello sciame sismico del 2016 e del 2017, è l'unica chiesa presente nella frazione. La struttura venne costruita nel 1936 in stile romanico, con l'utilizzo di materiale proveniente da ruderi civili, più precisamente mattoni. Nel 1969, a seguito del Concilio Vaticano II, la chiesa venne restaurata. Nominato arcivescovo Giuseppe D'Avack, in una visita effettuata nella frazione nel mese di marzo del 1946, disse al sacerdote, don Antonio Andresciani, di ampliare la grandezza della chiesa per ospitare un numero maggiore di fedeli e di erigere una casa parrocchiale, ma nel dicembre 1954, dopo che D'Avack effettuò un'altra visita, valutò positivamente l'acquisto della casa parrocchiale, ma la chiesa come inidonea per continuare ad ospitare la parrocchia, visto che non era stata ampliata per mancanza di terreni non ceduti dalla popolazione per contrarietà tra il pensiero cattolico e quello comunista, che spopolava nel luogo. Visto ciò venne costruita, tra il 1958 ed il 1962, una nuova chiesa nella confinante frazione di Passo San Ginesio, consacrata solamente nel 1965, con la celebrazione della Santa Messa e il posizionamento temporaneo dell’altare per le funzioni. Nonostante l'erezione della parrocchia, avvenuta ufficialmente con la pubblicazione del decreto del Presidente della Repubblica del 28 gennaio 1953, il 26 luglio 1979 l’Ordinario diocesano dell'arcidiocesi di Camerino-San Severino Marche pubblicò il decreto con il quale si richiedeva lo spostamento della sede parrocchiale nella nuova chiesa, la chiesa di San Michele Arcangelo (chiamata nello stesso modo della parrocchia), richiesta che venne poi confermata dal decreto del PdR, n. 249, del 25 febbraio 1983.
La chiesa è inagibile dal 24 agosto 2016, giorno in cui avvenne la prima scossa di terremoto della sequenza sismica del Centro Italia del 2016 e 2017. I vigili del fuoco di Tolentino vennero chiamati a verificare le condizioni della struttura e il Comune comunicò la sua inagibilità l'8 settembre. Il parroco Mario Ricciatelli dichiarò che la chiesa, a causa della scossa, subì dei distacchi.
Nel mese di febbraio 2025 sono iniziati i rilievi in previsione della sistemazione della struttura, anche se i primi lavori erano partiti con padre Mario Ricciatelli, morto il 29 marzo 2024. Per l'occasione, il consigliere comunale Leonardo Campugiani, originario della zona e presente durante i lavori, ha sottolineato l'importanza di questa chiesa per gli abitanti della frazione, posizione ribadita anche dal sindaco Giuliano Ciabocco.

## Descrizione

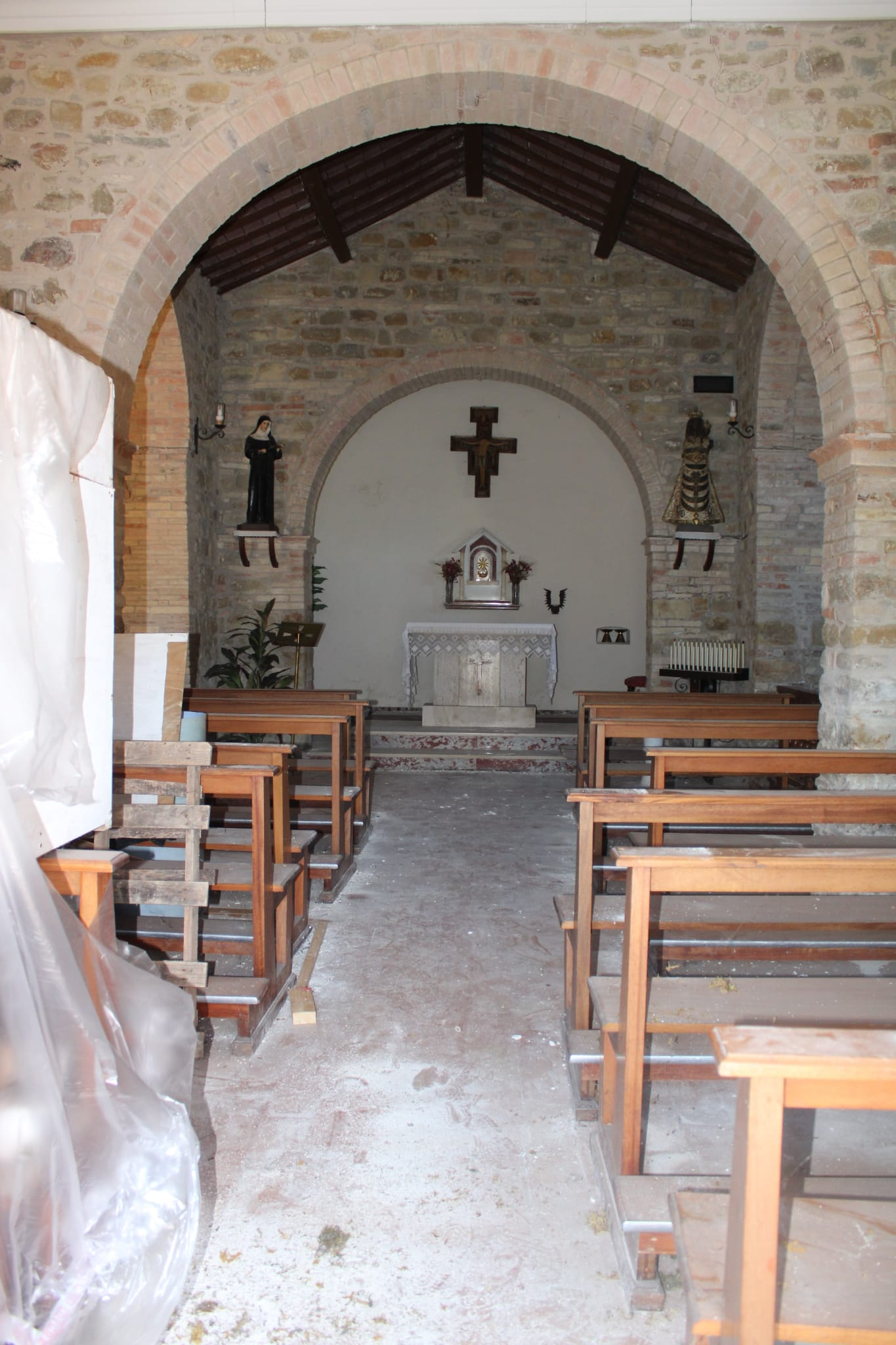
Interno della chiesa

Costruita inizialmente in solo laterizio, la facciata a salienti presenta un rosone in pietra rosa con croce centrale, che riporta i simboli dei Quattro Evangelisti e sormontato dallo stemma di San Ginesio, ed è decorata con numerosi archetti pensili sopra ad una cornice in cotto. Sul lato destro della struttura si trovano la cappella semicircolare ed il campanile, costruito solamente nel 1944, coronato di cuspide. Sul lato sinistro si trova la sagrestia costruita con materiali diversi, tra cui il cemento armato. La pietra posta sopra la porta d'ingresso della sagrestia potrebbe provenire da una precedente chiesa dedicata sempre a San Giovanni Battista presente nel XIX secolo. Nonostante la chiesa si presenti con una pianta a croce latina, i due bracci sono asimmetrici, infatti la sagrestia ha pianta quadrata e la cappella ha pianta semicircolare. L'interno presenta una crociera con tre archi decorati con degli archivolti in mattoni che aprono sulla navata ed un quarto sul presbiterio, sollevato da un pavimento rivestito di marmo. Un secondo altare si trova nella cappella laterale. Il portare d'ingresso presenta una strombatura verso l'interno, mentre ai lati del rosone sono presenti due stemmi a scudo di ignoto significato: il primo è attraversato trasversalmente da una linea, mentre il secondo presenta sei cerchi distribuiti in due file, tre per fila.